# Pseudalastor metathoracicus
Pseudalastor metathoracicus är en stekelart som först beskrevs av Henri Saussure 1856.  Pseudalastor metathoracicus ingår i släktet Pseudalastor och familjen Eumenidae. Utöver nominatformen finns också underarten P. m. concavus.